# A Girl Like Me
A Girl Like Me là album phòng thu thứ hai của nữ ca sĩ người Barbados Rihanna. Album được phát hành ngày 10 tháng 4 năm 2006 bởi hãng đĩa Def Jam Recordings.Album đạt được vị trí thứ 5 trên bảng xếp hạng Billboard 200, bán hơn 115,000 bản trong tuần đầu tiên và được chứng nhận đĩa bạch kim bởi RIAA bởi hơn 1 triệu đĩa bán ra. Ở quốc tế, album đạt vị trí số 1 trên bảng xếp hạng Top Canadian Albums, số 5 trên UK Albums Chart và Irish Album Chart.

## Đánh giá
Các nhận xét phê bình album rất khác nhau; tạp chí Rolling Stone nhận xét rằng " Như album đầu tiên quá nhồi nhét của cô ấy (ý nói Music of the Sun), đây là một thứ tương tự nhưng tốt hơn một chút và chẳng mang bất cứ sự khéo léo nào trong đĩa đơn đầu tiên". Các nhà phê bình mô tả album như một đĩa thu âm từ đầu đến cuối xen kẽ dancehall/dup-pop vui tươi, một chút cảm hứng hiphop thô và vồn vã, chất ballad trưởng thành.
| Đánh giá chuyên môn  | Đánh giá chuyên môn |
| Nguồn đánh giá       | Nguồn đánh giá      |
| Nguồn                | Đánh giá            |
| -------------------- | ------------------- |
| AllMusic             | [ 3 ]               |
| Blender              | [ 4 ]               |
| Robert Christgau     | [ 5 ]               |
| Entertainment Weekly | B−                  |
| PopMatters           | 6/10                |
| Rolling Stone        | [ 7 ]               |
| Slant Magazine       | [ 8 ]               |
| USA Today            | [ 9 ]               |
| Vibe                 | [ 1 ]               |

## Các đĩa đơn
Đĩa đơn đầu tiên, "SOS", đạt vị trí số một trên bảng xếp hạng Billboard Hot 100, trở thành đĩa quán quân đầu tiên của cô ấy ở Hoa Kỳ. Đĩa đơn thứ 2, "Unfaithful", trở thành một hit lớn trên toàn thế giới, đạt vị trí top ten ở hơn 12 nước trên thế giới, bao gồm Mỹ - đạt vị trí thứ 6, đồng thời đứng đầu bảng xếp hạng các nước Canada, Pháp và Thụy Sĩ. Đĩa đơn thứ ba của album, "We Ride" không lập lại được thành công từ đĩa đơn đầu tiên nhưng đĩa đơn thứ 4, "Break It Off" hợp tác cùng Sean Paul, đã nhảy từ vị trí 52 lên vị trí 10 rồi thậm chí đạt đến vị trí số 9.

## Danh sách bài hát
| STT | Nhan đề                                                         | Sáng tác                                                                                 | Producer(s)                                       | Thời lượng |
| --- | --------------------------------------------------------------- | ---------------------------------------------------------------------------------------- | ------------------------------------------------- | ---------- |
| 1.  | "SOS"                                                           | Jonathan "J.R." Rotem E. Kidd Bogart Ed Cobb                                             | Rotem Evan Rogers [a] Carl Sturken [a]            | 4:00       |
| 2.  | "Kisses Don't Lie"                                              | Rogers Sturken Robyn Fenty                                                               | Rogers Sturken                                    | 3:52       |
| 3.  | "Unfaithful"                                                    | Shaffer Smith Tor Hermansen Mikkel Eriksen                                               | StarGate Makeba Riddick [a]                       | 3:48       |
| 4.  | "We Ride"                                                       | Riddick Hermansen Eriksen                                                                | StarGate Rogers [a] Sturken [a]                   | 3:56       |
| 5.  | "Dem Haters" (hợp tác với Dwane Husbands)                       | Michael Flowers Melanie Hallim Aion Clarke Vincent Morgan Rogers Sturken                 | Mike City Rogers [a] Sturken [a]                  | 4:19       |
| 6.  | "Final Goodbye"                                                 | Luke McMaster Charlene Gilliam Curtis Richardson                                         | The Conglomerate Rogers [b] Sturken [b]           | 3:14       |
| 7.  | "Break It Off" (hợp tác với Sean Paul)                          | Donovan Bennett Sean Henriques Kirk Ford Fenty                                           | Don Corleon                                       | 3:34       |
| 8.  | "Crazy Little Thing Called Love" (hợp tác với J-Status)         | Rogers Sturken Dale Virgo Andrew Barwise Byron Barwise Oraine Stewart Andrew Thompson    | Rogers Sturken                                    | 3:23       |
| 9.  | "Selfish Girl"                                                  | Rogers Sturken                                                                           | Rogers Sturken                                    | 3:38       |
| 10. | "P.S. (I'm Still Not Over You)"                                 | Rogers Sturken                                                                           | Rogers Sturken                                    | 4:11       |
| 11. | "A Girl like Me"                                                | Rogers Sturken Fenty                                                                     | Rogers Sturken                                    | 4:18       |
| 12. | "A Million Miles Away"                                          | Rogers Sturken                                                                           | Rogers Sturken                                    | 4:11       |
| 13. | "If It's Lovin' that You Want – Part 2" (hợp tác với Cory Gunz) | Jean Claude Olivier Samuel Barnes Riddick Alaxsander Mosely Scott LaRock Lawrence Parker | Poke and Tone Spanador [b] Rogers [a] Sturken [a] | 4:09       |

| Bản bổ sung | Bản bổ sung                        | Bản bổ sung                              | Bản bổ sung           | Bản bổ sung |
| STT         | Nhan đề                            | Sáng tác                                 | Producer(s)           | Thời lượng  |
| ----------- | ---------------------------------- | ---------------------------------------- | --------------------- | ----------- |
| 14.         | "Pon de Replay" (Full Phatt Remix) | Alisha Brooks Vada Nobles Rogers Sturken | Nobles Rogers Sturken | 3:21        |

| Japanese deluxe edition bonus tracks | Japanese deluxe edition bonus tracks | Japanese deluxe edition bonus tracks | Japanese deluxe edition bonus tracks | Japanese deluxe edition bonus tracks |
| STT                                  | Nhan đề                              | Sáng tác                             | Producer(s)                          | Thời lượng                           |
| ------------------------------------ | ------------------------------------ | ------------------------------------ | ------------------------------------ | ------------------------------------ |
| 14.                                  | "Who Ya Gonna Run To"                | Rogers Sturken Fenty                 | Rogers Sturken                       | 4:04                                 |
| 15.                                  | "Pon de Replay" (Full Phatt Remix)   | Brooks Nobles Rogers Sturken         | Nobles Rogers Sturken                | 3:21                                 |
| 16.                                  | "Coulda Been the One"                | Rogers Sturken                       | Rogers Sturken                       | 3:38                                 |

| Bản deluxe tại Đức | Bản deluxe tại Đức               | Bản deluxe tại Đức      | Bản deluxe tại Đức                   | Bản deluxe tại Đức |
| STT                | Nhan đề                          | Sáng tác                | Producer(s)                          | Thời lượng         |
| ------------------ | -------------------------------- | ----------------------- | ------------------------------------ | ------------------ |
| 1.                 | "Who Ya Gonna Run To"            | Rogers Sturken Fenty    | Rogers Sturken                       | 4:04               |
| 2.                 | "Coulda Been the One"            | Rogers Sturken          | Rogers Sturken                       | 3:38               |
| 3.                 | "Should I?" (featuring J-Status) | Rogers Sturken J-Status | Al Hemberger Sturken Rogers StarGate |                    |
| 4.                 | "Hypnotized"                     | Rogers Sturken Fenty    | StarGate                             | 4:15               |
| 5.                 | "Unfaithful" (Nu Soul Remix)     | Hermansen Eriksen Smith | Makeba Riddick Nu Soul               | 6:57               |
| 6.                 | "Unfaithful" (video âm nhạc)     |                         |                                      | 3:49               |
| 7.                 | "SOS" (video âm nhạc)            |                         |                                      | 4:00               |

Notes
- ^a  denotes a vocal producer
- ^b  denotes a co-producer
- "SOS" samples "Tainted Love", written by Ed Cobb and performed by Gloria Jones.

## Xếp hạng
| Chart (2006)                             | Peak position |
| ---------------------------------------- | ------------- |
| Album Úc (ARIA)                          | 9             |
| Album Áo (Ö3 Austria)                    | 21            |
| Album Bỉ (Ultratop Vlaanderen)           | 10            |
| Album Bỉ (Ultratop Wallonie)             | 21            |
| Album Canada (Billboard)                 | 1             |
| Czech Republic Albums (IFPI)             | 7             |
| Album Đan Mạch (Hitlisten)               | 19            |
| Album Hà Lan (Album Top 100)             | 14            |
| Album Phần Lan (Suomen virallinen lista) | 30            |
| Album Pháp (SNEP)                        | 18            |
| Album Đức (Offizielle Top 100)           | 13            |
| Album Ireland (IRMA)                     | 5             |
| Album Ý (FIMI)                           | 36            |
| Album México (Top 100 Mexico)            | 6             |
| Album New Zealand (RMNZ)                 | 7             |
| Album Na Uy (VG-lista)                   | 28            |
| Album Bồ Đào Nha (AFP)                   | 36            |
| Album Tây Ban Nha (PROMUSICAE)           | 81            |
| Album Thụy Điển (Sverigetopplistan)      | 29            |
| Album Thụy Sĩ (Schweizer Hitparade)      | 6             |
| Album Anh Quốc (OCC)                     | 5             |
| Mỹ Billboard 200                         | 5             |
| Mỹ R&B/Hip Hop Albums (Billboard)        | 2             |

| Chart (2006)                         | Position |
| ------------------------------------ | -------- |
| Australia Albums (ARIA)              | 56       |
| Bỉ Albums (Ultratop Flanders)        | 59       |
| Bỉ Albums (Ultratop Wallonia)        | 77       |
| Hà Lan Albums (MegaCharts)           | 97       |
| Châu Âu Albums (IFPI)                | 36       |
| Thụy Sĩ Albums (Schweizer Hitparade) | 34       |
| Anh Quốc Albums (OCC)                | 45       |
| Mỹ Billboard 200                     | 49       |
| Mỹ R&B/Hip-Hop Albums (Billboard)    | 30       |

## Chứng nhận
| Quốc gia                                                                           | Chứng nhận  | Số đơn vị/doanh số chứng nhận |
| ---------------------------------------------------------------------------------- | ----------- | ----------------------------- |
| Úc (ARIA)                                                                          | Platinum    | 70.000^                       |
| Canada (Music Canada)                                                              | 2× Platinum | 200.000^                      |
| Đan Mạch (IFPI Đan Mạch)                                                           | 2× Platinum | 60.000^                       |
| Đức (BVMI)                                                                         | Gold        | 150.000^                      |
| Hungary (Mahasz)                                                                   | Gold        | 3.000^                        |
| Ireland (IRMA)                                                                     | 2× Platinum | 30.000^                       |
| Nhật Bản (RIAJ)                                                                    | Gold        | 100.000^                      |
| Ba Lan (ZPAV)                                                                      | Gold        | 10.000*                       |
| Nga (NFPF)                                                                         | Platinum    | 20.000*                       |
| Thụy Sĩ (IFPI)                                                                     | Platinum    | 30.000^                       |
| Anh Quốc (BPI)                                                                     | 2× Platinum | 600.000^                      |
| Hoa Kỳ (RIAA)                                                                      | Platinum    | 1,400,000                     |
| Tổng hợp                                                                           |             |                               |
| Châu Âu (IFPI)                                                                     | Platinum    | 1.000.000*                    |
| * Chứng nhận dựa theo doanh số tiêu thụ. ^ Chứng nhận dựa theo doanh số nhập hàng. |             |                               |